# Invektive (Literatur)
Die Invektive (von lateinisch invehi „jemanden anfahren“) bezeichnet eine Schmähschrift oder Schmährede, die meist gegen Personen gerichtet ist. Derartige Texte, in Prosa oder Versen verfasst, findet man häufig in der antiken Literatur, so z. B. bei Cicero, Catull, Sallust und Claudian. Die mit den Invektiven beabsichtigten Beleidigungen und öffentlichen Bloßstellungen können sowohl politische als auch persönliche Gründe haben.

## Begriffsdefinition
Der Begriff der Invektive ist seit dem 4. Jahrhundert n. Chr. nachweisbar. Der Begriff stammt von dem Adjektiv  invectivus (‚schmähend‘), was seinerseits vom Verb invehi abgeleitet wurde, bei einer Invektive handelt es sich also um eine Schmährede.  Vor dem 4. Jahrhundert n. Chr. wurden Ersatzbegriffe für die Umschreibung von Schmähreden verwendet. Im griechischen Sprachraum wurde das ὁ ψόγος, der Tadel, dafür verwendet, im lateinischen vituperatio. Durch die Verschiedenartigkeit der Invektive und ihre unterschiedliche Verwendung ist es schwer, sie von anderen literarischen Gattungen, wie zum Beispiel der Jambik und der Satire, abzugrenzen. Koster hat 1980 eine Definition gefunden:
„Die Invektive ist eine strukturierte literarische Form, deren Ziel es ist, mit allen geeigneten Mitteln eine namentlich genannte Person öffentlich vor dem Hintergrund der jeweils geltenden Werte und Normen als Persönlichkeit herabzusetzen.“

## Aufbau einer Invektive
Eine Schmährede hat keinen bestimmten Aufbau in dem Sinne, dass jede Invektive den folgend
genannten Punkten entsprechen muss. Vielmehr ist eine Invektive eine Zusammenstellung der Punkte nach Vorliebe und nach Möglichkeiten des Verfassers. Nicht alle Kategorien abzuhandeln kann auch daran liegen, dass sich beim Geschmähten nicht für jede einzelne Kategorie Material finden lässt.
Die Sammlung jener Kategorien erfolgte von Werner Süss. Er weist sie beispielsweise in Werken wie Ciceros In Pisonem und Cassius Dios Calenusrede nach.
Die Invektive beginnt zumeist mit dem Vorwurf der Herkunft, sei dies aus nicht-römischer Herkunft oder aus der Sklavenschicht – also sowohl die Orts- als auch die Standesherkunft, jegliche Herkunft konnte negativ ausgelegt werden.
Darauf folgt der Vorwurf, ein Gewerbe zu betreiben. Zu verstehen ist dies als Angriff auf die Stellung des Geschmähten. In der Antike galt das Ideal der geistigen Arbeit. So sollte der Lebensunterhalt durch literarisches oder politisches Wirken verdient werden, nicht jedoch durch gewöhnliche Arbeit.
Der Angriff, ein Dieb oder Sonstiges zu sein, folgte.
In der Invektive wurden an dieser Stelle sexuelle Vorlieben und Machenschaften ausgebreitet. Dabei konnte der Verfasser der Schmährede fast jede sexuelle Handlung als verwerflich darstellen, da es ein ideales Sexualleben in der antiken Vorstellung nicht gab. So wurden die Handlungen des Adressaten nach der Moralvorstellung des Verfassers bewertet.
Ein weiterer Punkt wird angeführt, indem der Geschmähte als μισόφιλος (jemand, der seine Freunde hasst) und μισόπολις (jemand, der den Staat hasst) bezeichnet wird.
Daraufhin wurde der Adressat beschuldigt, ein „finsteres Wesen“ zu haben; als Nächstes standen dann Kleidung, Aussehen und Auftreten im Mittelpunkt. Auch hierbei lag die Bewertung der Kriterien in den Händen des Invektivenverfassers. Je nachdem, welche Idealvorstellung vom Aussehen jener hatte, boten sich Angriffsmöglichkeiten auf das Gegenüber. Zudem galt es damals als unschicklich, durch sein Äußeres in jeglicher Hinsicht aufzufallen. Wer das vermochte, hatte mit Kritik zu rechnen.
Ein „Schildwegwerfer“ zu sein war ein weiterer Punkt in der Invektive. Damit war gemeint, dass der Geschmähte im Krieg aus Feigheit nicht kämpfte, sondern seinen Schild wegwarf und durch den nun leichteren Ballast fliehen konnte. Die Feigheit des Gegenübers wurde unterstellt und angegriffen.
Der letzte Punkt ist der des Vermögens. Dem Geschmähten wird unterstellt, sich (finanziell) ganz heruntergewirtschaftet zu haben und, im schlimmsten Fall, vom Vermögen Verwandter oder Zuwendungen Fremder zu leben.

## Topoi
Bereits in der Antike wurden in rhetorischen Lehrbüchern verschiedene Topoi der Invektive, also Gegenstände der Beschimpfung, aufgelistet. Sie gehören zu den wichtigsten gliedernden Elementen einer Invektive. Der Vollständigkeit wegen wird hier die aktuellste Analyse der gesichteten Topoi vom Altphilologen Craig aufgelistet:
1. Die Ursprünge der Familie sind beschämend (embarrassing family origins)
2. Man verdient die Zugehörigkeit zu der eigenen Familie nicht (being unworthy of one’s family)
3. Körperliche Erscheinung (physical appearance)
4. Exzentrischer, auffälliger Kleidungsstil (eccentricity of dress)
5. Völlerei und Trunksucht, eventuell als Ursachen für Handlungen der crudelitas und libido (gluttony and drunkenness, possibly leading to acts of crudelitas and libido)
6. Scheinheiligkeit, Ruhmredigkeit (hypocrisy for appearing virtuous)
7. Habgier, eventuell verbunden mit Verschwendungssucht (avarice, possibly linked with prodigality)
8. Annahme von Schmiergeld (taking bribes)
9. Protzigkeit (pretentiousness)
10. Sexuelle Verfehlungen, z. B. Ehebruch (sexual misconduct)
11. Anfeindungen der eigenen Familie gegenüber (hostility to family)
12. Feigheit im Krieg (cowardice in war)
13. Verschleudern des Vermögens oder Zahlungsschwierigkeiten (squandering of one’s patrimony or financial embarrassment)
14. Streben nach der Königs- oder der Tyrannenherrschaft, verbunden mit vis, libido, superbia und crudelitas (aspiring to regnum or tyranny, associated with vis, libido, superbia, and crudelitas)
15. Grausamkeit gegenüber Bürgern und Verbündeten (cruelty to citizens and allies)
16. Veruntreuung privaten oder staatlichen Eigentums (plunder of private and public property)
17. Rednerische Unfähigkeit (oratorical ineptitude)

## Die Invektive in Griechenland
Die Invektive hat ihren Ursprung in Griechenland, so bediente sich bereits Homer ihrer in der Ilias. Von der Verwendung im dichterischen Kontext machte die Schmährede eine Entwicklung bis hin zur Rhetorik, wo sie ab dem 4. Jahrhundert v. Chr. regelmäßig in Prozessreden zu finden ist.

### Homer
In der Ilias werden von verschiedenen Figuren Schmähreden gehalten. Beispielsweise von Achill an Agamemnon im ersten Buch, von Hektor an Paris im dritten Buch oder von Helena an Paris, ebenfalls im dritten Buch zu finden.   Die Art und Weise der Reden unterscheidet sich dabei: Die Rede von Achill ist eine reine Schmährede, die Rede von Hektor an Paris dagegen eine tadelnde Rede, also ein ψόγος.
Homer nennt das wechselseitige Halten von Reden ἀντιβίοισι μαχεσσαμένω ἐπέεσιν, also als „Kampf mit feindlichen Worten“. Hier lässt Homer also seine Helden nicht mit Waffen kämpfen, sondern mit Worten.

### Archilochos
Durch die Verspottungen des Lykambes, seinen ehemaligen Freund und zeitweisen Schwiegervater in spe, ist Archilochos bekannt geworden. Die Invektiven gegen jenen schrieb Archilochos mehr oder weniger verschlüsselt in Jamben nieder. Diese Gattung begründete er damit.
Bemerkenswert ist, dass Archilochos nicht aus Schmähsucht, sondern aus Notwehr heraus Schmähungen schreibt – gegen Ungerechtigkeiten konnte sich der Sohn einer Sklavin nicht anders wehren. Dadurch, dass Archilochos persönliche Motive in den Invektiven verarbeitete, bestanden diese nicht mehr nur aus erfundenen Figuren und Hintergründen.
Bei Archilochos findet sich auch das erste Zeugnis für die τρόποι in der Invektive, nämlich in der Selbstschmähung, die er schreibt.

### Hipponax
Hipponax schrieb persönliche Schmähungen auf das Brüderpaar Bupalos und Athesis. Er baute parodistische Elemente ein, um Komik herzustellen und um der Invektive mehr Wirkung zu verleihen. So parodierte er einen Musenanruf aus Homers Werk Ilias. Die Invektive, die zunächst im Epos auftrat, wurde nun im umgekehrten Kontext verwendet: Nicht mehr sollte sie dem Epos mehr Affektivität, sondern das (parodierte) epische Element sollte ihr mehr Komik verleihen.

### Alkaios
Mit Alkaios bekam die Invektive ein politisches Element. Er verwendete sie in seinen Revolutionsliedern, in denen er zum politischen Zeitgeschehen auf Lesbos schrieb.

### Aristoteles
Aristoteles nimmt im vierten Kapitel der Poetik Bezug auf die Entstehung der Dichtkunst und legt diese dar. Dabei geht er auch auf die natürliche Veranlagung der Dichter ein, so schreiben gute Dichter gute Dichtung, laut Aristoteles, und schlechte Dichter schlechte Dichtung. Unter schlechter Dichtung wird unmoralische und wertzersetzende verstanden. Aristoteles führt die ψόγοι, die Tadel, und die ἴαμβοι, die Spottgedichte, an. Sie unterscheiden sich dadurch, dass das erstere dem Redeadressaten Gutes will, also ein positives Ziel verfolgen. Die ἴαμβοι hingegen zielen nur darauf an, das Gegenüber zu diskreditieren.
Die Invektive hatte sich seit ihrer Verwendung bei Homer insofern geändert, dass es nun direkte Äußerungen des Dichters in den Reden gab. Zudem gab es nun einen unmittelbaren historischen Bezug, wie zum Beispiel bei Alkaios.

### Invektive in Tragödie, Komödie und Prozessreden
Die Invektive trat nun außerdem in der Tragödie und Komödie auf und entwickelte sich weiter.  Aischylos, beispielsweise, verwendet am Ende seines Werks Orestie eine Invektive, um mit einem Höhepunkt abzuschließen. Euripides hingegen benutzt im Werk Alkestis eine Invektive in der Form der Stichomythie, indem er Pheres und seinen Sohn Admet Schmähungen gegeneinander vorbringen lässt. In den Komödien des Aristophanes erscheint die Technik der Seitenhiebe, der παράψογος. Schmähungen finden auch ihren Weg in Prozessreden und somit vor Gericht, die Anfänge darin gehen zurück bis Lysias und Demosthenes. In den Invektiven wurde nicht nur zum Anklagepunkt Stellung bezogen vom Redner, sondern auch zu dem Angeklagten. Der zuvor beschriebene Aufbau der Invektive entwickelte sich in Prozessreden.

## Die Invektive in Rom
Die Entwicklung, die die Invektive in Griechenland genommen hat, setzte sich in Italien fort. Auch dort gab es sowohl poetische als auch prosaische Invektiven. In allen literarischen Gattungen findet man Schmähreden, so zum Beispiel in Bühnenstücken, Epigrammen, Satiren und anderen. Viele Autoren verwendeten invektivische Elemente in ihren Reden: Cato d. Ältere, Scipio Aemilianus usw.
Eine Sonderstellung nahmen Lucilius und Catull ein, da sie direkte, teilweise verschleierte, Schmähgedichte auf namentlich genannte Personen verfassten, Catull etwa gegen Caesar und Pompeius. Dies gab es zuvor in der Art nicht.
Die Invektive hatte ihren Höhepunkt mit Cicero, der es verstand, in seinen Schmähreden den Lebenslauf des Adressaten so zu verarbeiten, dass jede Etappe seines Lebens schlecht wegkam. Auch im Vergleich mit dem Redner selbst standen die Adressaten stets im schlechten Licht. Dabei nutzte Cicero sowohl das Privatleben des Geschmähten als auch die Karriere und verglich diese mit seinen Erfahrungen und Handlungen, um dann zu einem schlechten Urteil über das Gegenüber zu kommen. Beispielhaft sind die Invektiven Ciceros gegen Piso und gegen Catilina geworden. In diesen Reden greift Cicero persönliche Gegner an. Sie gelten als Muster einer lateinischen Invektive. Im 4. Jahrhundert n. Chr. erhielten die catilinarischen Reden auch den Titel invectiones von den Grammatikern, nachdem der Begriff definiert worden war. Umgekehrt war Cicero selbst das Ziel einer Sallust zugeschriebenen Invektive.
In der Kaiserzeit wurden die Invektiven weiterhin geschrieben, jedoch nicht weiterentwickelt. Als Strafe für diese Schmähreden standen oft Tod und Verbannung.